# 仙台市立五橋中学校
仙台市立五橋中学校（せんだいしりつ いつつばしちゅうがっこう）は、宮城県仙台市青葉区五橋二丁目にある公立中学校。通称は「五橋」（ごきょう）。

## 概要
学区内の小学校は、東北大学片平キャンパス・仙台高等裁判所を抱え東北大学や法曹関係の子息が多数在学している片平丁小学校、仙台の中心部である仙台駅・一番町商店街・中央通り商店街などを抱える東二番丁小学校、荒町小学校、連坊小路小学校（一部）、南材木町小学校（一部）である。かつては仙台南学区に属していた。
1910年（明治43年）に仙台市東二番丁高等小学校として現在地に開校。
仙台市の中心部に位置しており、仙台市内の「ナンバースクール」である仙台一高、仙台二高、宮城一高（旧仙台一女高）、仙台二華（旧仙台二女高）への合格率が高い伝統校として知られている。

## 沿革

### 年表
- 1910年（明治43年）4月1日 - 仙台市東二番丁高等小学校として開校
- 1922年（大正11年）4月1日 - 仙台市五橋高等小学校に改称
- 1941年（昭和16年）4月1日 - 仙台市五橋国民学校に改称
- 1942年（昭和17年）4月1日 - 仙台市五橋青年学校を併設。
- 1947年（昭和22年）
  - 4月1日 - 学制改革により、新制中学校の仙台市立第九中学校として開校
  - 4月22日 - 開校記念式を挙行し、同日を開校記念日とした。
  - 6月1日 - 校章を制定
  - 6月10日 - 親師会 (PTA) を結成
  - 6月20日 - 生徒会を結成
- 1948年（昭和23年）10月17日 - 五橋同窓会が結成された
- 1949年（昭和24年）10月1日 - 仙台市立五橋中学校に改称
- 1950年（昭和25年）2月7日 - 校歌を制定（2月15日に発表）
- 1952年（昭和27年）6月1日 - 文部省指定の鉄筋コンクリート造りモデル校となる。
- 1957年（昭和32年）7月25日 - 創立10周年事業としてプールが竣工。
- 1959年（昭和34年）6月14日 - 天文台を設置
- 1960年（昭和35年）7月14日 - 相撲場および脱衣室が完成
- 1970年（昭和45年）3月31日 - 西校舎が竣工
- 1979年（昭和54年）4月5日 - 文部省指定の体力づくり研究推進校となる。

## 学区
当校の通学区域は以下のようになっている。
- 仙台市立東二番丁小学校通学区域
- 仙台市立荒町小学校通学区域
- 仙台市立片平丁小学校通学区域
- 仙台市立連坊小路小学校通学区域(一部)　若林区五橋三丁目（5番の一部、6番）、新寺一丁目（7番の一部、8番）、新寺三丁目（1～3番、4、7番の一部）、東九番丁（1～14、126～末）、連坊小路（98～152）、連坊一丁目（1～5番）

・仙台市立南材木町小学校の一部の通学区域

## 交通
- 仙台市地下鉄南北線・五橋駅南1出口より徒歩1分
- JR仙台駅より徒歩15分

## 著名な卒業生
- 相馬黒光（実業家）
- 愛知治郎（参議院議員）
- 一力雅彦（実業家）
- 一力敦彦（実業家）
- 齋藤彰俊（プロレスラー）
- 前原滉（俳優）
- 熊谷和徳（タップダンサー）

## 在学したことがある著名人
- 恩田陸 - 小説家 、本屋大賞（2005、2017）、直木三十五賞（2017）。中学2年まで在学し合唱部部長を務めた。